# 19234 Victoriahibbs
19234 Victoriahibbs là một tiểu hành tinh vành đai chính với chu kỳ quỹ đạo là 1243.5091843 ngày (3.40 năm).
Nó được phát hiện ngày 9 tháng 11 năm 1993.